# 奇異中麗魚
奇異中麗魚，為輻鰭魚綱鱸形目隆頭魚亞目慈鯛科的其中一種，分布於南美洲秘魯及哥倫比亞的亞馬遜河流域，體長可達9.7公分，棲息在植被生長的靜水，生活習性不明。

## 擴展閱讀
維基物種上的相關：奇異中麗魚